# Amori
Amori su skupina planetoida (asteroida) kojima se perihel nalazi unutar Marsove putanje, a afel u glavnom planetoidnom pojasu (asteroidni pojas). Neki prilaze blizu Zemlji ali ne presijecaju njezinu putanju. Prvi su otkriveni: Eros (433 Eros) (1898.), Albert (719 Albert) (1911.), Alinda (887 Alinda) (1918.), Ganimed (1036 Ganymed) (1924.), Amor (1221 Amor) (1932.) i drugi.

## Eros
Eros (433 Eros) je planetoid koji je 13. kolovoza 1898. otkrio njemački astronom Carl Gustav Witt (1866. – 1946.) i prvi planetoid na koji se spustila neka svemirska letjelica (NEAR Shoemaker, 11. veljače 2001.). Po blago izduženoj putanji (perihel 1.133 astronomskih jedinica, afel 1.783 AJ) nagnutoj s obzirom na ekliptiku 10.829° obilazi Sunce za 1.76 godina. Nepravilna je oblika (34.4 km × 11.2 km × 11.2 km), okreće se oko svoje osi za 5 sati 16 minuta. Dnevna je temperatura na površini 100 °C, noćna –150 °C. Nazvan je po grčkom bogu Erosu.

## Albert
Albert (719 Albert) je planetoid iz skupine Amora, koji je 3. listopada 1911. otkrio Johann Palisa. Po izduženoj putanji (perihel 1.176 AJ, afel 4.08 AJ) nagnutoj s obzirom na ekliptiku 11.555° obilazi Sunce za 4.26 godina. Promjer mu je oko 2.8 kilometara. Okreće se oko svoje osi s periodom od 5.8 sati.

## Alinda
Alinda (887 Alinda) je planetoid iz skupine Amora, koji je 3. siječnja 1918. otkrio Max Wolf. Po izduženoj putanji (perihel 1.117 AJ, afel 3.886 AJ) nagnutoj s obzirom na ekliptiku 9.185° obilazi Sunce za 3.956 godina. Promjer mu je oko 4.2 km. Okreće se oko svoje osi s periodom od 73.97 sati.

## Ganimed
Ganimed (1036 Ganymed), najveći planetoid iz skupine Amora, koji je 23. listopada 1924. otkrio Walter Baade. Po izduženoj putanji (perihel 1.233 AJ, afel 4.091 AJ) nagnutoj s obzirom na ekliptiku 26.644° obilazi Sunce za 4.34 godine. Promjer mu je oko 32 km. Okreće se oko svoje osi s periodom od 10.29 h. Nazvan je po Ganimedu, Zeusovu peharniku.

## Amor
Amor (1221 Amor) je planetoid koji je 12. ožujka 1932. otkrio belgijski astronom Eugène Joseph Delporte (1882. – 1955.). Po izduženoj putanji (perihel 1.086 AJ, afel 2.754 AJ) nagnutoj s obzirom na ekliptiku 11,.879° obilazi Sunce za 2.66 godina. Promjer mu je oko 1.5 km. Pripada skupini Amora, po njemu nazvanih malih tijela, kojima se periheli putanja nalaze između Zemlje i Marsa. Nazvan je po Amoru, rimskom bogu ljubavi.